# (482) Петрина
(482) Петрина (лат. Petrina) — астероид главного пояса, который принадлежит к светлому спектральному классу S. Он был открыт 3 марта 1902 года немецким астрономом Максом Вольфом в обсерватории Хайдельберг и назван женской формой клички собаки первооткрывателя.

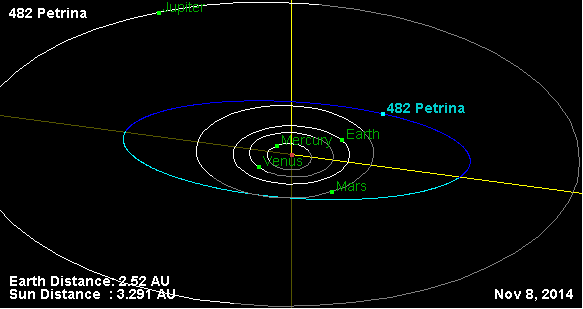
Орбита астероида Петрина и его положение в Солнечной системе